# IC 2672
IC 2672 је појединачна звијезда у сазвјежђу Лав која се налази на листи објеката дубоког неба у Индекс каталогу.
Деклинација објекта је + 10° 9' 25" а ректасцензија 11h 16m 3,8s.